# Paranthura brucei
Paranthura brucei là một loài chân đều trong họ Paranthuridae. Loài này được Negoescu miêu tả khoa học năm 1999.